# Анна Процик
Анна Олексів, у шлюбі Процик (англ. Anna Procyk; нар. 11 вересня 1937, Чортків) — українська історикиня, викладачка університету, діячка української діаспори у США. Фахівчиня з історії української революції 1917–1921, Білого руху в Україні, національних проблем в СРСР. Професор (1972), доктор наук з історії (1973). Член Української вільної академії наук, Американської історичної асоціації, Американської асоціації розвитку слов'янознавчих досліджень, Українського історичного товариства, заступниця голови Наукового товариства імені Шевченка в США.

## Біографія
Народилась у м. Чортків. Із 1955 року — громадянка США. 1962 року здобула ступінь бакалавра в Гантер-коледжі, 1967 року — магістра, 1973 року — доктора наук з історії в Колумбійському університеті. 1972—1973 роки — професор Фордемського університету, 1973 — наукова співробітниця Колумбійського університету, із 1973 року — Гарвардського університету, потім — асоційований професор історії Нью-Йоркського міського університету.